# بزرگراه آیت‌الله مهدوی کنی
بزرگراه آیت الله مهدوی کنی بزرگراهی در شهر تهران که در پهنه غربی شهر واقع است از سمت شمال غربی به غرب این شهر ساخته شده است و قبل از این به عنوان بخشی از بزرگراه آزادگان (از فتح تا همت) شناخته می‌شد که در سال ۱۳۹۵ با تصمیم اعضای شورای اسلامی شهر تهران نامگذاری شد. این بزرگراه در حرکت به سمت جنوب به ترتیب با این بزرگراه‌ها تقاطع دارد: بزرگراه علامه جعفری (امتداد حکیم)، بزرگراه شهید همدانی، آزادراه تهران-کرج، بزرگراه شهید لشکری، بزرگراه فتح. این بزرگراه از شمال به آزاد راه تهران – شمال (در حال ساخت) و از جنوب در تقاطع با بزرگراه فتح به ابتدای بزرگراه آزادگان برخورد می‌کند. این بزرگراه به نوعی یک مسیر اساسی برای مسافرانی است که قصد دارند از محدوده تهران خارج شوند. بار اصلی ترافیک این بزرگراه در روزهای تعطیل و پایانی هفته است.
| جنوب به شمال    | جنوب به شمال                                           | جنوب به شمال |
| --------------- | ------------------------------------------------------ | ------------ |
|                 | بزرگراه فتح                                            |              |
| Filling Station |                                                        |              |
|                 | جاده ۳۲ (ایران)                                        |              |
|                 | آزادراه ۲ (ایران)                                      |              |
|                 | بزرگراه علامه جعفری بزرگراه شهید همدانی                |              |
| دوربرگردان      |                                                        |              |
|                 | بزرگراه شهید همت بزرگراه شهید خرازی آزادراه تهران-شمال |              |
| شمال به جنوب    |                                                        |              |